# Strejcekia elegans
Strejcekia elegans är en stekelart som beskrevs av Boucek 1972. Strejcekia elegans ingår i släktet Strejcekia och familjen puppglanssteklar.
Artens utbredningsområde är Tjeckien. Inga underarter finns listade i Catalogue of Life.